# Station Schleswig
Station Schleswig is het spoorwegstation van de Duitse plaats Schleswig. Het ligt op de lijn Neumünster - Flensburg. Voorheen lag het ook aan de lijnen Schleswig - Schleswig Altstadt en Schleswig - Friedrichstadt.
Sinds 9 december 2007 stoppen er ook ICE-treinen op de verbinding Aarhus–Berlijn en Aarhus–Hamburg.
Het station heeft meerdere sporen, maar enkel spoor 1 en 3 hebben een perron. 
Neumünster ·
Aspe ·
Nortorf · 
Bokelholm ·
Osterrönfeld ·
Rendsburg ·
Büdelsdorf ·
Alt Duvenstedt ·
Owschlag ·
Lottorf ·
Schleswig ·
Schuby ·
Jübek ·
Eggebek ·
Tarp ·
Barderup ·
Flensburg-Weiche ·
Flensburg